# Élections sénatoriales de 2020 dans l'Ain
Les élections sénatoriales dans l'Ain ont lieu le dimanche 27 septembre 2020. Elles ont pour but d'élire les sénateurs représentant le département au Sénat pour un mandat de six années.

## Contexte départemental
Lors des élections sénatoriales de 2014 dans l'Ain, trois sénateurs ont été élus selon un mode de scrutin proportionnel.
Depuis, tous les effectifs du collège électoral des grands électeurs ont été renouvelés, avec les élections départementales de 2015, les élections régionales de 2015, les élections législatives de 2017 et les élections municipales de 2020.

## Sénateurs sortants
| Sénateur | Sénateur           | Parti | Fonctions lors de l'élection en 2014           |
| -------- | ------------------ | ----- | ---------------------------------------------- |
|          | Sylvie Goy-Chavent | LR    | Sénatrice sortante, maire de Cerdon            |
|          | Patrick Chaize     | LR    | Maire de Vonnas                                |
|          | Rachel Mazuir      | PS    | Sénateur sortant, président du conseil général |

## Présentation des listes et des candidats
Les nouveaux représentants sont élus pour une législature de 6 ans au suffrage universel indirect par les 1 758 grands électeurs du département. Dans l'Ain, les sénateurs sont élus au scrutin proportionnel plurinominal. Leur nombre reste inchangé, trois sénateurs sont à élire et cinq candidats doivent être présentés sur la liste pour qu'elle soit validée. Chaque liste de candidats est obligatoirement paritaire et alterne entre les hommes et les femmes. Plusieurs listes seront déposées dans le département. Elles sont présentées ici dans l'ordre présenté par le ministère de l'intérieur.

### Unis pour l'Ain 2020
| N° | Candidats | Candidats              | Parti | Principales fonctions                                         |
| -- | --------- | ---------------------- | ----- | ------------------------------------------------------------- |
| 01 |           | Sylvie Goy-Chavent     | LR    | Sénatrice sortante, conseillère régionale                     |
| 02 |           | Jean-Louis Guyader     | UDI   | Conseiller régional, maire de Charnoz-sur-Ain                 |
| 03 |           | Valérie Guyon          | DVD   | Conseillère départementale, maire de Saint-Nizier-le-Bouchoux |
|    |           |                        |       |                                                               |
| 04 |           | David Pommier          | LR    | Maire de Villeneuve                                           |
| 05 |           | Marie-Hélène Deschamps | DVD   | Adjointe au maire de Belley                                   |

### Engagés pour l'Ain et la France
| N° | Candidats | Candidats              | Parti | Principales fonctions |
| -- | --------- | ---------------------- | ----- | --------------------- |
| 01 |           | Daniel Papet           | DVD   |                       |
| 02 |           | Elisabeth Bertrand     | DVD   |                       |
| 03 |           | Christophe Perrin      | DVD   |                       |
|    |           |                        |       |                       |
| 04 |           | Liliane Bertozzo       | DVD   |                       |
| 05 |           | Camil-Célestin Zahmoul | DVD   |                       |

### Parole des territoires
| N° | Candidats | Candidats       | Parti | Principales fonctions                   |
| -- | --------- | --------------- | ----- | --------------------------------------- |
| 01 |           | Ali Benmedjahed | PRG   | Conseiller régional                     |
| 02 |           | Isabelle Achard | DVG   |                                         |
| 03 |           | Gilles Catherin | DVG   | Adjoint au maire de Saint-Genis-Pouilly |
|    |           |                 |       |                                         |
| 04 |           | Liliane Falcon  | DVD   | Adjointe au maire d'Ambérieu-en-Bugey   |
| 05 |           | Jacques Berthou | DVG   |                                         |

### Ensemble pour l'Ain et ses communes
| N° | Candidats | Candidats               | Parti | Principales fonctions                |
| -- | --------- | ----------------------- | ----- | ------------------------------------ |
| 01 |           | Florence Blatrix-Contat | PS    | Conseillère régionale, maire de Drom |
| 02 |           | Paul Vernay             | EÉLV  | Maire de Pérouges                    |
| 03 |           | Claude Comet            | DVG   | Maire de Parves et Nattages          |
|    |           |                         |       |                                      |
| 04 |           | Daniel Beguet           | DVG   | Maire de Serrières-de-Briord         |
| 05 |           | Annie Marcelot          | PCF   | Maire de Pougny                      |

### Vivons nos territoires
| N° | Candidats | Candidats       | Parti | Principales fonctions      |
| -- | --------- | --------------- | ----- | -------------------------- |
| 01 |           | Patrick Chaize  | LR    | Sénateur sortant           |
| 02 |           | Véronique Baude | LR    | Conseillère départementale |
| 03 |           | Daniel Fabre    | UDI   | Maire d'Ambérieu-en-Bugey  |
|    |           |                 |       |                            |
| 04 |           | Myriam Keller   | LR    | Maire de Ceyzérieu         |
| 05 |           | Michel Perraud  | UDI   | Maire d’Oyonnax            |

### Liste localiste présentée par le Rassemblement national pour le rééquilibrage territorial
| N° | Candidats | Candidats           | Parti | Principales fonctions                   |
| -- | --------- | ------------------- | ----- | --------------------------------------- |
| 01 |           | Jérôme Buisson      | RN    | Conseiller municipal de Bourg-en-Bresse |
| 02 |           | Blanche Chaussat    | RN    |                                         |
| 03 |           | Anthony Gaudillière | RN    |                                         |
|    |           |                     |       |                                         |
| 04 |           | Agnès Prost         | RN    |                                         |
| 05 |           | Michel Mazzella     | RN    |                                         |

## Résultats
| Tête de liste                                                                             | Tête de liste            | Liste                           | Voix  | %     | Sièges |  |
| ----------------------------------------------------------------------------------------- | ------------------------ | ------------------------------- | ----- | ----- | ------ |  |
|                                                                                           | Patrick Chaize           | Union de la droite (LR - UDI)   | 609   | 33,70 | 1      |  |
| Vivons nos territoires                                                                    |                          |                                 | 609   | 33,70 | 1      |  |
|                                                                                           | Sylvie Goy-Chavent       | Divers droite (LR - UDI)        | 551   | 30,49 | 1      |  |
| Unis pour l'Ain 2020                                                                      |                          |                                 | 551   | 30,49 | 1      |  |
|                                                                                           | Florence Blatrix-Contat  | Divers gauche (PS - EELV - PCF) | 317   | 17,54 | 1      |  |
| Ensemble pour l'Ain et ses communes                                                       |                          |                                 | 317   | 17,54 | 1      |  |
|                                                                                           | Ali Benmedjahed          | Divers gauche (PRG)             | 268   | 14,83 | 0      |  |
| Parole des territoires                                                                    |                          |                                 | 268   | 14,83 | 0      |  |
|                                                                                           | Jérôme Buisson           | Rassemblement national          | 53    | 2,93  | 0      |  |
| Liste localiste présentée par le Rassemblement national pour le rééquilibrage territorial |                          |                                 | 53    | 2,93  | 0      |  |
|                                                                                           | Daniel Papet             | Divers droite                   | 9     | 0,50  | 0      |  |
| Engagés pour l'Ain et la France                                                           |                          |                                 | 9     | 0,50  | 0      |  |
|                                                                                           |                          |                                 |       |       |        |  |
| Votes valides                                                                             | Votes valides            | Votes valides                   | 1 807 | 98,37 |        |  |
| Votes blancs                                                                              | Votes blancs             | Votes blancs                    | 14    | 0,76  |        |  |
| Votes nuls                                                                                | Votes nuls               | Votes nuls                      | 16    | 0,87  |        |  |
| Total                                                                                     | Total                    | Total                           | 1 837 | 100   | 3      |  |
| Abstention                                                                                | Abstention               | Abstention                      | 23    | 1,24  |        |  |
| Inscrits / participation                                                                  | Inscrits / participation | Inscrits / participation        | 1 860 | 98,76 |        |  |